# Demonax cechovskyi
Demonax cechovskyi är en skalbaggsart som beskrevs av Dauber 2006. Demonax cechovskyi ingår i släktet Demonax och familjen långhorningar. Inga underarter finns listade i Catalogue of Life.